# Loxandrus floridanus
Loxandrus floridanus är en skalbaggsart som beskrevs av Leconte 1878. Loxandrus floridanus ingår i släktet Loxandrus och familjen jordlöpare. Inga underarter finns listade i Catalogue of Life.